# Maurice Thöni
Maurice Thöni (Lausanne, 1 maart 1897 – Lausanne, 8 november 1980) was een Zwitsers componist, accordeonist en muziekuitgever.

## Biografie
Thöni was grotendeels als muzikant en als componist autodidact. Als accordeonist was hij een veelgevraagd solist. Hij wordt gezien als de medeoprichter van de georkestreerde accordeonmuziek. Van 1923 tot 1940 was hij als bewerker an arrangeur actief in de Oostenrijkse muziekuitgeverij Helbling. In 1941 stichtte hij een eigen muziekuitgeverij in Erlenbach im Simmental, Bern. Deze uitgave werd in 1976 door Gottfried Aegler overgenomen. Sinds 1944 woonde Thöni weer in Lausanne. 
Als componist schreef hij vooral voor accordeon en accordeon-orkest, maar ook voor harmonieorkest.

## Composities

### Werken voor harmonieorkest
- 1930 Hohner-Marsch - Salut à Lausanne
- 1943 Zeughauskeller-Marsch
- 1944 Liberté, mars
- 1969 Communaute, concertmars
- Aigle, mars
- Au Bal des Vendanges, wals
- Au Val d’Anniviers, Montferrine
- Bal au Pressoir, mars
- Blume aus Capri, intermezzo-fox
- Ce Pétillant, mars
- Contes du Léman, wals
- Dans la cave à Alfred, polka
- Dansez!... tournez, wals
- Dr Scholle treu
- Echos alpestres, wals-ländler
- Filles et garçons / Meitschi u Buebe, wals-ländler
- Grain de sel, mazurka
- Henriette de Chardonne, polka
- Hop! hop!, galop
- Jungfrau-Blick, polka
- L’Abbaye de Vucherens, wals
- La «Madzourke», mazurka
- La Mi-été, wals
- La «Poya» (Montée à l’alpage), polka
- La Sautillante «Sautiche», mars
- Le beau chalet, polka
- «Lè Végnolan» (Les Vignerons), polka
- Marche de fête
- Marche militaire
- Mazurka perlée
- Montferrine de Salvan
- Nostalgischer Walzer
- Nyon, mars
- Oldtimer Fox
- Panama
- Pas Vaudois pour des prunes, polka
- Plat bernois / Berner Platte, mars
- Sourire de Grandvaux, wals
- Sous la bannière suisse, mars
- Souvenir des Paccots - «Sautriche», mars
- Souvenir de Vevey, mars
- Sur le pont de danse, polka
- Vorwärts Marsch
- «Zum Wohl!» / «à votre santé!», mars

- Bibliothèque nationale de France: cb13813459n (data)
- Gemeinsame Normdatei: 135001382
- International Standard Name Identifier: 0000 0001 0899 3746
- Library of Congress Control Number: n00077318
- Virtual International Authority File: 49406700